# Slunj
Slunj je město v centrální části Chorvatska, v blízkosti města Karlovace a hranice s Bosnou a Hercegovinou. Administrativně spadá pod Karlovackou župu. V roce 2011 zde žilo celkem 5 076 obyvatel.
Město se rozkládá v hornaté krajině Kordunu, na hlavním silničním tahu mezi městem Karlovac a Plitvickými jezery. Jeho střed je umístěn na soutoku řek Korana a Slunjčica, nad kaňony, které obě řeky vytvářejí.
Město se rozvíjelo okolo sídla šlechtického rodu. Postupně rostoucí osada se v 15. století rozšířila i o františkánský klášter. Její postupný rozvoj zastavily až turecké vpády v 16. století. Na počátku století devatenáctého se stal součástí tzv. Ilyrských provincií. V 20. století patřil k jedním z měst, které měly v Chorvatsku srbské obyvatelstvo.